# Crown (Manga)
Crown ist eine japanische Manga-Serie von Autor Shinji Wada und Zeichnerin You Higuri, die dem Shōjo-Genre zuzuordnen ist und mit sechs Bänden abgeschlossen ist. Der Manga erscheint in Japan im Princess Comics Deluxe Magazin des Akita-Shoten-Verlags und wird in Frankreich durch Asuka Comics und in Deutschland durch Carlsen Manga verlegt.
Die deutsche Fassung wird von Kai Duhn und Rie Nishio übersetzt.

## Handlung
Mahiro Shinomya ist eine Waise, deren angebliche Pflegeeltern Mahiros Erbe verschleuderten, so dass sie nunmehr mit Gelegenheitsjobs ihr Zubrot verdienen muss. Ihr trauriges Dasein wird durch das Auftauchen ihres Bruders Ren beendet, der gemeinsam mit seinem Kameraden Jake gerade das Leben als Söldner hinter sich gelassen hat und Mahiro mitnimmt, um sie vor Fibyura zu beschützen, der Frau des jetzigen todkranken Königs von Regalia. Diese hat es auf Mahiro abgesehen, weil sie die letzte rechtmäßige Thronerbin ist und den Diamanten Crown besitzt, der ihr den Anspruch verleiht. Fibyura besitzt zwar ein Replikat des Diamanten, dieses ist jedoch nutzlos.
Das erste Team, das sie aus Söldnern zusammenstellt, wird vom legendären Condright Vaughn, genannt Condor, angeführt. Doch nach einigen Fehlschlägen, abgewehrt durch Ren und Jake, muss er sich zurückziehen und wird entlassen. Obwohl er der einzige ist, der Fibyuras richtige Absicht erkennt. Doch er gibt nicht auf und versucht, auf eigene Faust Mahiro zu töten. 
Als Mahiro 16 Jahre alt wird, mietet Ren ein riesiges Hochhaus mitten in Tokio, in dem sich ein Restaurant befindet. Plötzlich kommt die Nachricht, im Gebäude sei eine Bombe von Terroristen gelegt worden. In Wirklichkeit steckt Ren dahinter, mit der Absicht, den nächsten Trupp von Fibyura abzuwehren. Es kommt zum Kampf und schließlich flüchtet Mahiro mit ihren Beschützern. Ren lockt die Söldner auf eine falsche Fährte und Mahiro kann mit der Gabe von ihrer Mutter, Wasser zu spüren, einen Fluchtweg finden. Doch treffen sie wieder auf Condor und können ihm nur mit List entkommen. Sie fliehen zu ihrer geheimen Wohnung, von dort aus lässt Ren das ganze Gebäude in die Luft gehen. Somit sind hunderte von Fibyuras Söldnern ausgelöscht.
Die in Lebensgefahr geratene Mahiro beschützen ihr Bruder Ren und sein Freund Jake eisern. Obwohl seine ersten beiden Versuche fehlschlugen, beobachtet Condor sie sogar während der Schulzeit. Jedoch, weil er denkt, dass Ren und Jake zu unvorsichtig sind. Bald darauf wird er von den beiden entführt, jedoch dann als Mitglied der Gruppe akzeptiert mit der Aufgabe, Mahiro zu beschützen. Doch dann wird aus New York die Attentäterin Angela geschickt, die als Honorar Edelsteine fordert. Sie versucht, Ren zu verführen, doch es stellt sich heraus, dass sie ein Mann ist. Er lässt sich von den dreien gefangen nehmen, um sie auszuspionieren und behauptet dabei, nur ein Double zu sein. Als er das Juwel von Mahiro entdeckt, will er es in seinen Besitz bringen. Auch als Mahiro mit ihrer Klasse an einem Filmprojekt teilnimmt, ist er dabei.